# Евфимий Сицилийский
Евфимий (греч. Εὐφήμιος) — византийский командир в Сицилии, поднявший восстание против имперского стратига в 826 году и привлекший на свою сторону арабскую династию Аглабидов, положивший начало завоеванию острова мусульманами.

## Восстание в Сицилии
В 826 году являлся турмахом и был назначен главой провинциального флота новым стратигом фемы Сицилии — патрикием Константином Судасом. По словам арабского историка Ибн аль-Асира, Ефимий совершил набег на Ифрикию, захватил несколько торговых судов и опустошил побережье. Пока он отсутствовал, император Михаил II Травл прислал письмо о понижении его в должности и наказании. Узнав об этом при возвращении на Сицилию со своим флотом, Ефимий при поддержке моряков восстал. Он был провозглашен императором и отплыл в столицу фемы Сиракузы, которая была быстро захвачена. Судас отсутствовал в городе или бежал вглубь острова при приближении мятежников, но вскоре собрал войско и напал. Евфимий победил и заставил правителя искать убежища в Катании. Когда Евфимий послал свои войска против города, Константин снова попытался бежать, но был схвачен и казнен.
Предыстория восстания неясна. Согласно Продолжателю Феофана, Евфимий похитил монахиню Омонизу из монастыря и взял её в жены. Её братья выразили протест императору, который приказал стратигу расследовать дело и, если обвинения подтвердятся, в качестве наказания отрезать Евфимию нос. По Chronicon Salernitanum Евфимий был обручен с Гомонизой, но правитель Сицилии в обмен на подкуп отдал её в жены другому. Некоторые историки поставили под сомнение эти «романтические» рассказы о происхождении восстания, Феофан также сообщает, что он восстал вместе с «некоторыми из своих товарищей-турмахов», что указывает на более широкое недовольство провинциальных командиров. Как заметил Александр Васильев, Сицилия раньше уже демонстрировала тенденции против имперского правительства, например, восстания Василия Ономигула (718 г.) и Елпидия (781—782 гг.), и честолюбивый полководец просто использовал удобный момент, когда византийское правительство было ослаблено недавним восстанием Фомы Славянина и захватом арабами Крита. Немецкий историк Эккехард Эйкхофф предположил, что имперское правительство могло считать Евфимия ненадежным и что его набег на Ифрикию, ставший первой подобной операцией византийского флота был личной инициативой командира, что указывает на его импульсивный характер и, возможно, стал причиной, по которой он был арестован предпочитавшим оборонительную позицию на Западе императором.В традиционной историографии Евфимий считается защитником сицилийской автономии против Константинополя, но в недавно опубликованная официальной печати он называет себя «императором римлян», что ясно указывает на его имперские амбиции.
Какова бы ни была истинная причина его восстания, вскоре после победы над Константином Евфимия бросил близкий союзник, человек, известный в арабских источниках как «Балата» (согласно Васильеву, имя было искажением носимого человеком титула, в то время как Тредголд считает, что его звали Платоном и он был армянином). Балате, по-видимому, было поручено распространить власть Евфимия на западную Сицилию, и особенно на Палермо, где губернатором был его двоюродный брат Михаил. Вдвоём они выступили против узурпации Ефимием императорского титула, победили его и захватили Сиракузы.

## Союз с арабами, возвращение на Сицилию и смерть
Как и Елпидий в 780-х годах, Евфимий решил искать убежища среди врагов Империи и с несколькими сторонниками отплыл в Ифрикию. Там он отправил делегацию ко двору Аглабидов, умоляя эмира Зиядата-Аллаха дать армию, чтобы помочь Евфимию завоевать Сицилию, после чего он будет платить ежегодную дань. Арабский правитель только что подавил длившееся три года опасное восстание правящей элиты, но его правление было омрачено затянувшейся межэтнической напряженностью между арабскими поселенцами и берберами и критикой со стороны законников маликитской школы концентрации династии на мирских заботах, «неисламской» системы налогообложения и роскошного образа жизни. Вторжение на Сицилию обещало отвлечь энергию солдат на более прибыльные предприятия, а также получить славу джихада. Зиядет-Аллах не имел чёткого взгляда на поход, но на него повлиял уважаемый кади Кайруана Асад ибн аль-Фурат, который был поставлен во главе экспедиционного корпуса. Мусульманская армия из 10 тыс. пехотинцев и 700 всадников, в основном состояла из ифрикийских арабов и берберов, но, возможно, также из некоторых хорасанцев. Флот насчитывал 70 — 100 кораблей, к которым были добавлены суда Евфимия.
14 июня 827 года союзный флот вышел из залива Суса и через три дня достиг и высадился в Мадзаре на юго-западе Сицилии. Там их встретили верные Евфимию солдаты, но вскоре союз начал распадаться: мусульманский отряд принял некоторых партизан Евфимия за имперцев, и завязалась стычка. Хотя войскам Евфимия было приказано повесить на свои шлемы ветки в качестве отличительного знака, Асад объявил о своем намерении вести кампанию без них. К этому времени узурпатор уже уступил управление походом Асаду, чья армия вторжения преследовала собственные цели. Вскоре после этого появился Балата, который, кажется, принял на себя функции, если не титул, стратига. Мусульмане победили Балату, который сначала отступил в Энну, а оттуда в Калабрию на материковой части Италии, где, возможно, надеялся собрать больше войск. Вместо этого он умер там вскоре после прибытия. Михаил остался во главе Палермо, но в других частях острова сопротивление вторжению, по-видимому, было минимальным. Асад повернул к Сиракузам, но остановил наступление после того, как посольство из города предложило дань. В это время Евфимий стал сожалеть о своем союзе с Аглабидами и начал тайные контакты с имперцами, призывая их к сопротивлению арабам. Выиграв время для подготовки обороны, жители Сиракуз отказались выплатить оставшуюся часть дани, и мусульмане начали осаду Сиракуз. Осада продолжалась до весны 828 года, когда вспышка болезни убила Асада, а прибытие византийского флота вынудило завоевателей отказаться от предприятия. Арабы даже пытались вернуться в Ифрикию, но им помешали византийские корабли, и мусульмане сожгли свои корабли и отступила по суше к захваченному замку Минео.
После капитуляции Минео мусульманское войско разделилось, одна часть заняла Агридженто на западе, а другая вместе с Евфимием напала на Энну. Гарнизон Энны начал переговоры, предлагая признать власть Евфимия, если он будет держать мусульман подальше. Уверенный в успехе, Евфимий с небольшим эскортом отправился на встречу с назначенными эмиссарами, и был зарезан.

## В культуре
В 1830 году итальянский писатель Сильвио Пеллико написал трагедию Евфимий Мессинский. В 1833 году вышла опера Джованни Пачини Ирина, или осада Мессины. В 1853 году вышла опера Карло Андреа Гамбини.
В 5 сезоне сериала Викинги есть приблизительно основанный на историческом первоисточнике персонаж Евфимий, роль исполнил Албану Жерониму.